# JR 큐슈 고속선
JR 큐슈 고속선 주식회사(일본어: JR九州高速船株式会社 ジェイアールきゅうしゅうこうそくせん[*])는 일본 후쿠오카현 후쿠오카시 하카타구에 본사를 둔 일본의 해운 회사이다.

## 개요
초고속 여객선 (고속선) "비틀"을 운항하고 후쿠오카 시 하카타 항과 대한민국의 부산항을 잇는 정기 여객선 항로를 운항한다. 1991년 3월 25일 대한민국 부산항 - 일본 하카타항 운항을 시작으로 2011년 10월 1일 대한민국 부산항 - 일본 대마도 히타카쓰항 운항을 개시하였다. 2005년 10월 1일에, 큐슈 여객철도(JR 큐슈)의 선박 사업부가 자회사로 분사하여 영업을 시작했다.

## 업무 제휴
2006년 4월부터 대한민국의 해운회사인 미래고속의 코비와 공동운항을 하였으나,
2016년 4월부로 공동운항의 계약이 만료되어 현재는 단독운항중에 있다.

## 운항
노선
- 하카타 항 - 부산항
- 히타카쓰 항 (쓰시마) - 부산항